# Brachystephanus mannii
Brachystephanus mannii är en akantusväxtart som beskrevs av C. B. Cl.. Brachystephanus mannii ingår i släktet Brachystephanus och familjen akantusväxter. Inga underarter finns listade i Catalogue of Life.